# Opel Adam

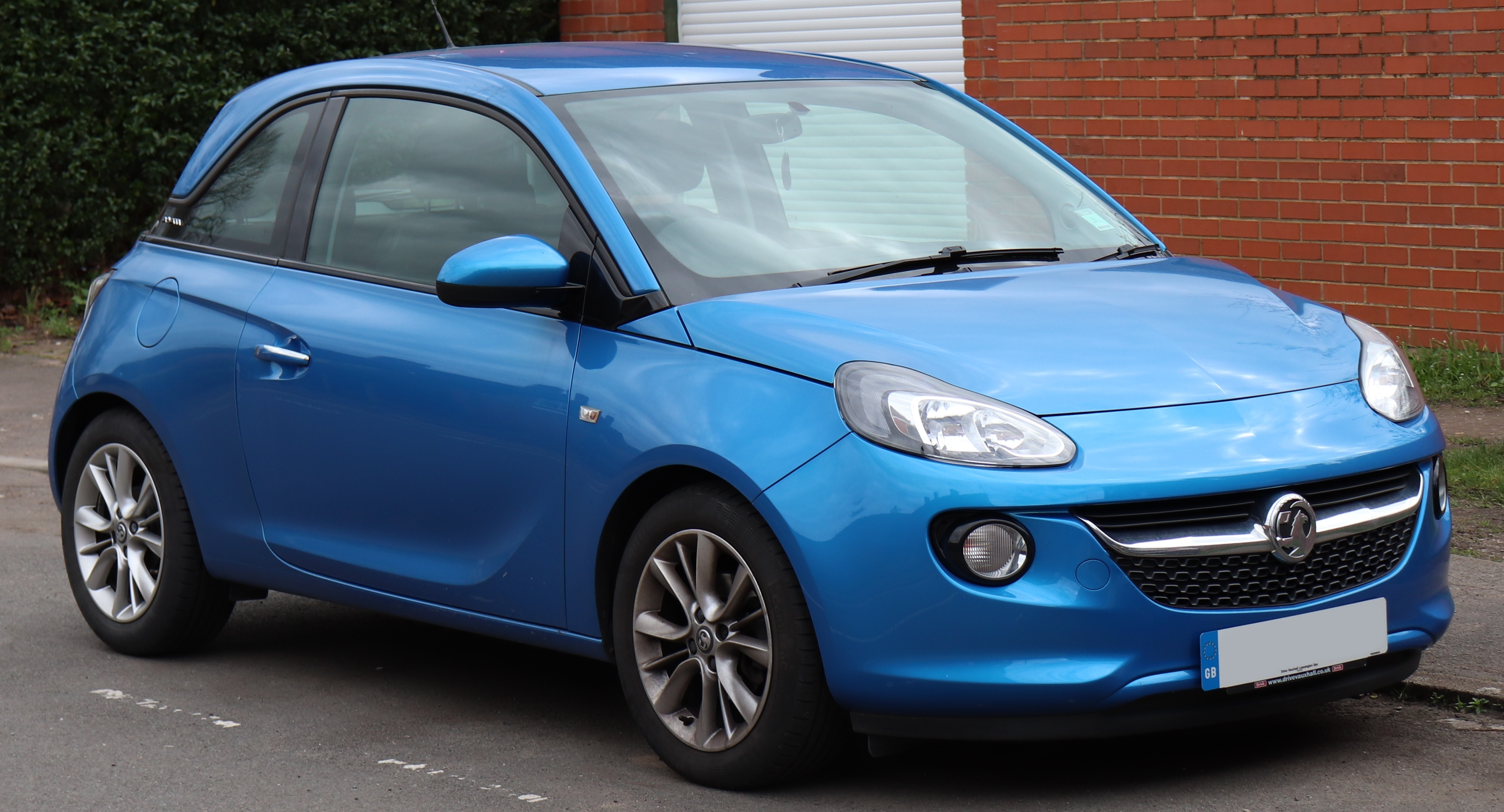
En Vauxhall Adam.

Opel Adam är en personbil i stadsbilsklassen som tillverkades av den tyska biltillverkaren Opel mellan 2012 och 2019. I Storbritannien såldes bilen likt andra Opel-modeller under namnet Vauxhall. Modellen har fått sitt namn efter Opels grundare Adam Opel. Modellen såldes aldrig i Skandinavien.
Modellen visades för första gången vid bilsalongen i Paris 2012 och försäljning började 2013. Modellen tillverkades vid Opels fabrik i Eisenach i Tyskland. I oktober 2018 meddelade Opel och Vauxhall att modellerna Opel Adam, Karl, Cascada och Vauxhall Viva skulle sluta tillverkas i förmån för större modeller.

## Motorer
| Modell      | Motor                  | Cylindervolym | Effekt | Vridmoment | Bränslesystem            |
| ----------- | ---------------------- | ------------- | ------ | ---------- | ------------------------ |
| 1.4 ECOTEC  | 4-cyl radmotor DOHC 16 | 1398 cm³      | 87 hk  | 130 Nm     | Bränsleinsprutning       |
| 1.4 ECOTEC  | 4-cyl radmotor DOHC 16 | 1398 cm³      | 100 hk | 130 Nm     | Bränsleinsprutning       |
| 1.0T ECOTEC | 3-cyl radmotor DOHC 12 | 999 cm³       | 90 hk  | 170 Nm     | Direktinsprutning, Turbo |
| 1.0T ECOTEC | 3-cyl radmotor DOHC 12 | 999 cm³       | 115 hk | 170 Nm     | Direktinsprutning, Turbo |
| 1.4T ECOTEC | 4-cyl radmotor DOHC 16 | 1364 cm³      | 150 hk | 220 Nm     | Direktinsprutning, Turbo |

## Galleri

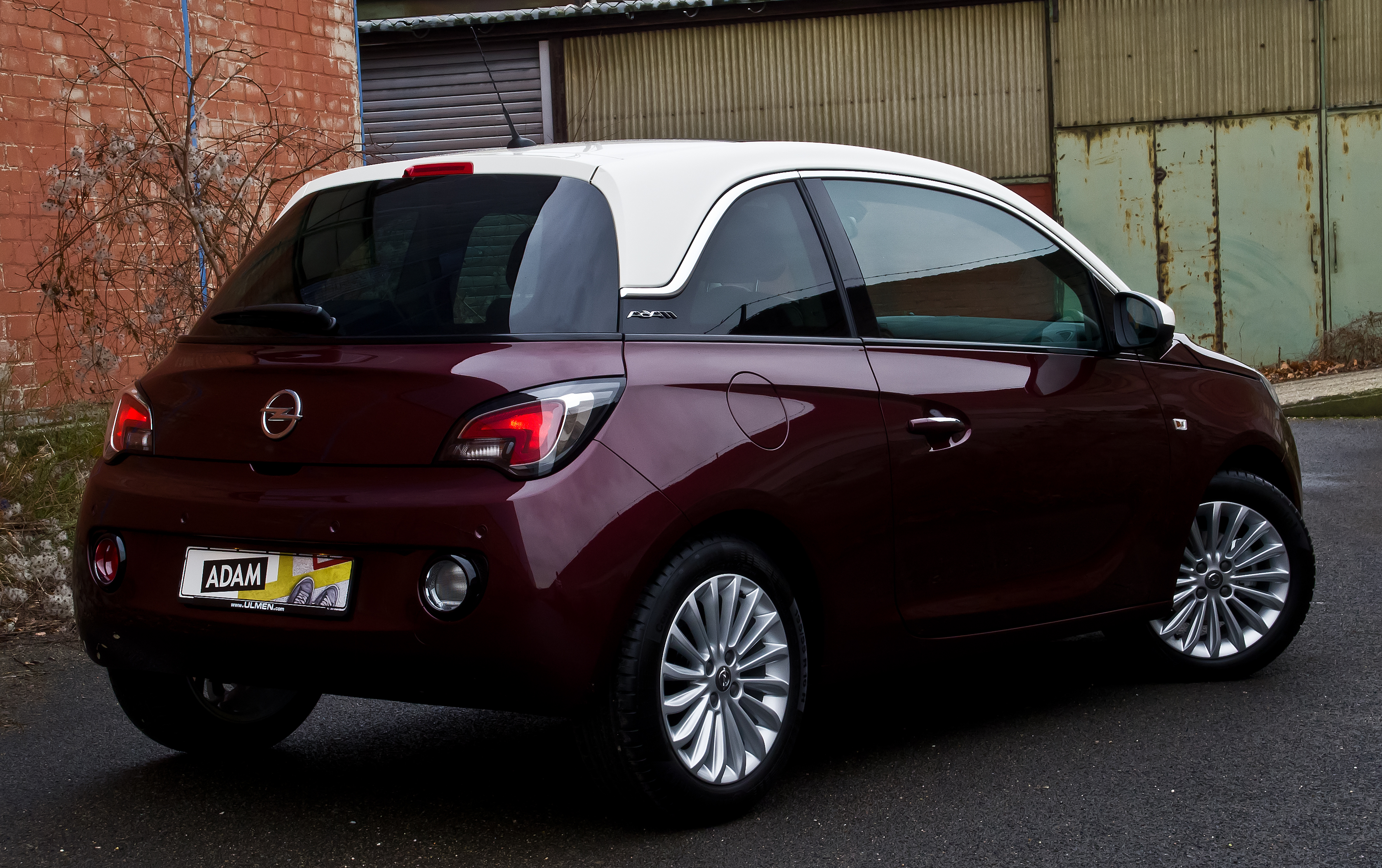
Bakparti.
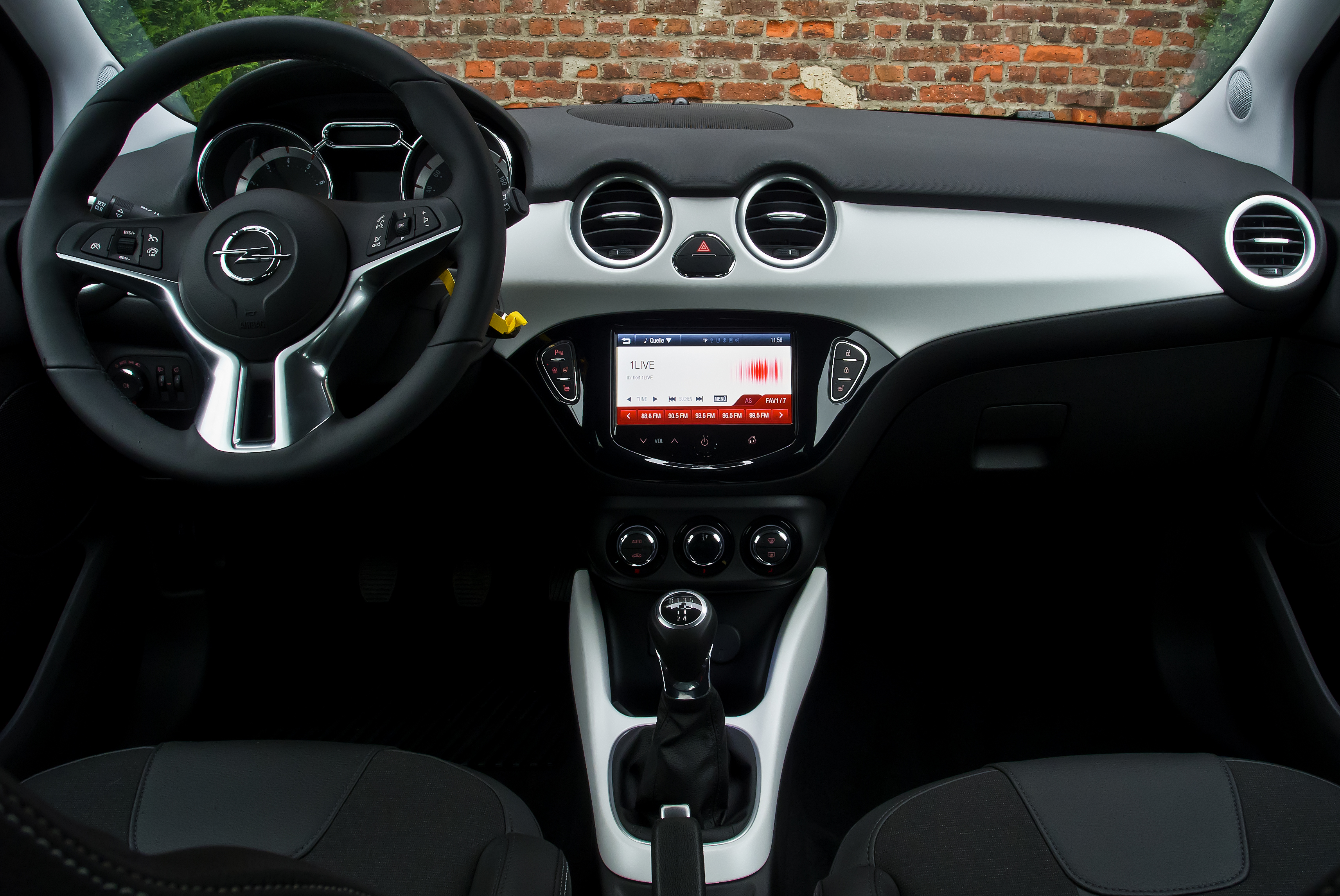
Interiör.

## Motorsport

### Adam R2

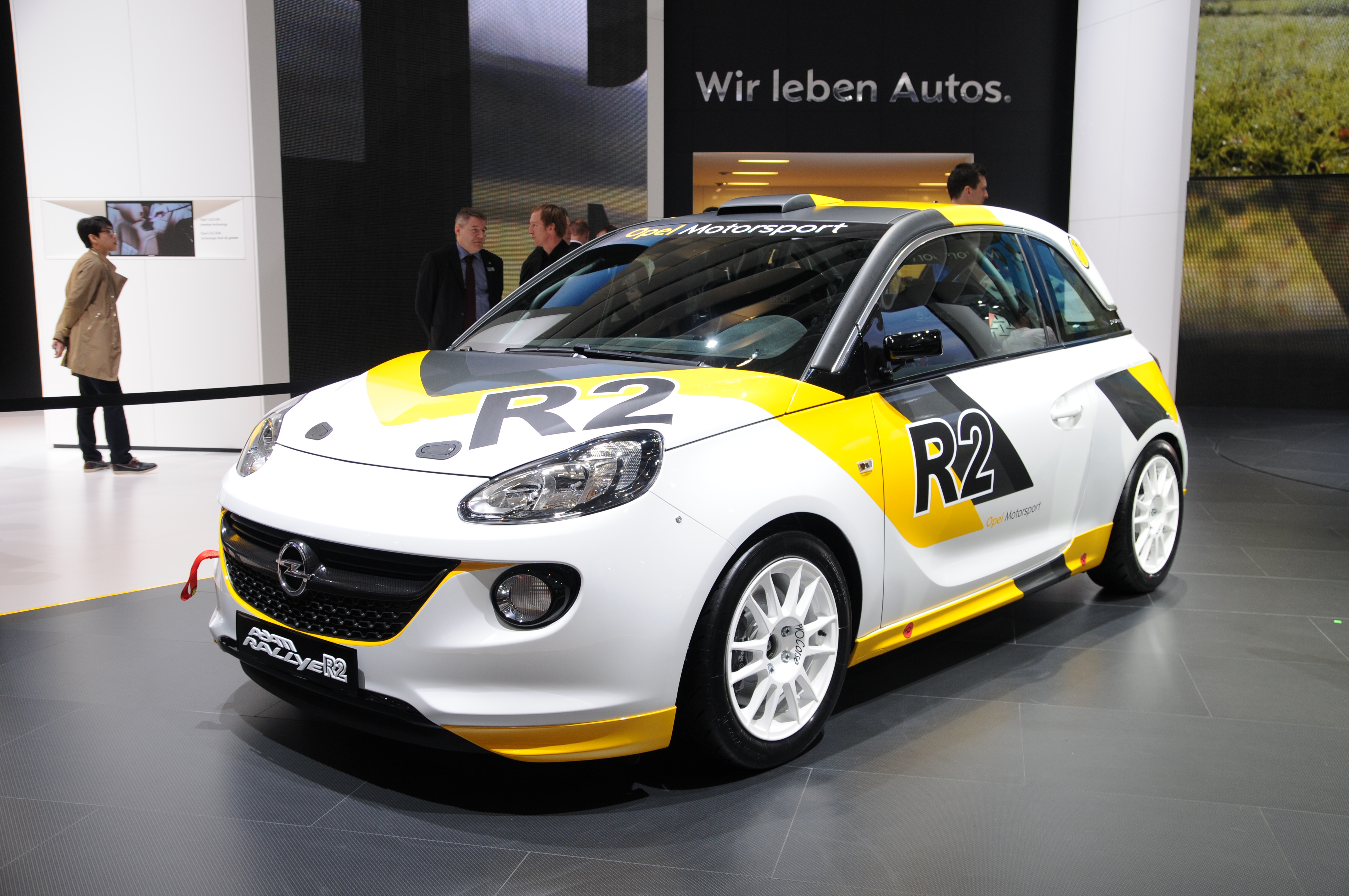
En Adam R2 vid den Internationella bilsalongen i Genève 2013.

Opel presenterade sin Adam R2 vid den Internationella bilsalongen i Genève 2013 i Schweiz. Den är baserad på racingmodellen Adam Cup och drivs av en 1,6 liters sugmotor som ger en effekt på 182 hästkrafter och 190 Nm i vridmoment. Tre bilar tävlade i Europamästerskapet i rally 2015, och i de europeiska juniormästerskapet samma år vann svensken Emil Bergkvist tillsammans med kartläsaren Joakim Sjöberg i en Adam R2.
Även 2016 vann Opel juniormästerskapen med en Adam R2, då med tyske Marijan Griebel som förare.